# Saison 1928-1929 des Bruins de Boston
Autres saisons
La saison 1928-1929 est la cinquième saison de hockey sur glace jouée par les Bruins de Boston dans la Ligue nationale de hockey.

## Saison régulière

### Contexte de la saison
Après quatre saisons jouées dans la Boston Arena, les Bruins déménagent dans le Boston Garden qui est inauguré le 17 novembre 1928.
Cette nouvelle saison des Bruins est marquée par l'arrivée de Cy Denneny, alors meilleur buteur de l'histoire de la LNH, qui est vendu par les Sénateurs d'Ottawa. En plus de son rôle de joueur, il prend le poste d'entraîneur de Art Ross qui est à la tête des Bruins depuis leurs débuts, mais qui préfère se concentrer sur son rôle de directeur général. Dans les buts, Cecil « Tiny » Thompson acheté aux Millers de Minneapolis de l'Association américaine de hockey (AHA) remplace Hal Winkler qui fait le chemin inverse. Le reste de l'équipe repose sur l'ossature de la saison précédente : les quatre meilleurs pointeurs de l'équipe – Harry Oliver, Eddie Shore, Frank Fredrickson et Dutch Gainor – sont toujours présents ; les Bruins n'enregistrent d'ailleurs qu'une seule absence parmi les huit meilleurs pointeurs de l'équipe avec le départ de Harry Connor pour les Americans de New York. Durant cette saison, une nouvelle ligne est composée de Cooney Weiland, Dutch Gainor et Dit Clapper ; cette ligne est plus tard surnommée la Dynamite line.
Les Bruins commencent la saison par une victoire en prolongation à Pittsburgh puis par un match nul à Ottawa. Le troisième match de l'équipe, joué le 20 novembre 1928, est le premier match des Bruins dans le Boston Garden et il se solde par une défaite 1-0 contre les Canadiens de Montréal devant une foule estimée à 17 000 personnes. Après deux nouvelles défaites chez les Cougars de Détroit et les Black Hawks de Chicago, les Bruins remportent leur première victoire dans leur nouvelle enceinte le 27 novembre 1928 sur le score de 1-0 contre les Pirates de Pittsburgh. Le début de saison est cependant moyen pour les Bruins qui ne gagnent que cinq de leurs quatorze premiers matchs, se classant troisièmes de la division Américaine derrière les Rangers de New York et les Cougars. L'année 1929 démarre bien mieux pour les Bruins : ils restent invaincus du 1er au 31 janvier, remportant onze de leurs treize premiers matchs de l'année et concédant deux matchs nuls. Entre-temps, l'équipe enregistre quelques changements : après Mickey MacKay arrivé de Boston le 21 décembre en échange de Frank Fredrickson, Myles Lane est vendu 7 500 dollars par les Rangers le 21 janvier et Bill Carson est acheté à Toronto le 25 janvier. À l'issue de cette série sans défaite, les Bruins sont deuxièmes de la division, juste derrière les Rangers qui ont joué deux matchs de plus.
Malgré trois défaites successives début février, les Bruins continuent leur remontée au classement de la division dont ils prennent la tête, a égalité avec les Rangers, le 28 février après une victoire à Ottawa. Le 10 mars, alors que les deux équipes sont toujours à égalité, elles se rencontrent à New York ; les Bruins remportent la victoire 3-2, prenant seuls la tête de la division pour la garder jusqu'à la fin de la saison régulière en remportant leurs trois derniers matchs. Cette première place de la division leur assure une qualification directe pour les demi-finales de la Coupe Stanley alors que leurs rivaux doivent jouer une série supplémentaire.

### Classement
| Clt   | Équipe                 | PJ | V  | D  | N  | BP | BC | Pts |
| ----- | ---------------------- | -- | -- | -- | -- | -- | -- | --- |
| +001, | Bruins de Boston       | 44 | 26 | 13 | 5  | 89 | 52 | 57  |
| +002, | Rangers de New York    | 44 | 21 | 13 | 10 | 72 | 65 | 52  |
| +003, | Cougars de Détroit     | 44 | 19 | 16 | 9  | 72 | 63 | 47  |
| +004, | Pirates de Pittsburgh  | 44 | 9  | 27 | 8  | 46 | 80 | 26  |
| +005, | Black Hawks de Chicago | 44 | 7  | 29 | 8  | 33 | 85 | 22  |

### Match après match
Ce tableau reprend les résultats de l'équipe au cours de la saison, les buts marqués par les Bruins étant inscrits en premier.
| No | Date        | Résultat  | Adversaire             | Lieu       | Score | Bilan (V-D-N) | Pts |
| -- | ----------- | --------- | ---------------------- | ---------- | ----- | ------------- | --- |
| 1  | 15 novembre | victoire  | Pirates de Pittsburgh  | Pittsburgh | 1-0   | 1-0-0         | 2   |
| 2  | 17 novembre | match nul | Sénateurs d'Ottawa     | Ottawa     | 2-2   | 1-0-1         | 3   |
| 3  | 20 novembre | défaite   | Canadiens de Montréal  | Boston     | 0-1   | 1-1-1         | 3   |
| 4  | 22 novembre | défaite   | Cougars de Détroit     | Boston     | 0-2   | 1-2-1         | 3   |
| 5  | 25 novembre | match nul | Black Hawks de Chicago | Chicago    | 1-1   | 1-2-2         | 4   |
| 6  | 27 novembre | victoire  | Pirates de Pittsburgh  | Boston     | 1-0   | 2-2-2         | 6   |
| 7  | 4 décembre  | victoire  | Rangers de New York    | Boston     | 2-0   | 3-2-2         | 8   |
| 8  | 8 décembre  | victoire  | Maroons de Montréal    | Boston     | 5-1   | 4-2-2         | 10  |
| 9  | 9 décembre  | défaite   | Americans de New York  | New York   | 1-2   | 4-3-2         | 10  |
| 10 | 11 décembre | défaite   | Americans de New York  | Boston     | 0-3   | 4-4-2         | 10  |
| 11 | 15 décembre | défaite   | Maple Leafs de Toronto | Toronto    | 0-2   | 4-5-2         | 10  |
| 12 | 18 décembre | victoire  | Cougars de Détroit     | Boston     | 3-1   | 5-5-2         | 12  |
| 13 | 25 décembre | défaite   | Black Hawks de Chicago | Boston     | 1-2   | 5-6-2         | 12  |
| 14 | 30 décembre | défaite   | Rangers de New York    | New York   | 0-2   | 5-7-2         | 12  |
| 15 | 1er janvier | victoire  | Sénateurs d'Ottawa     | Boston     | 3-0   | 6-7-2         | 14  |
| 16 | 3 janvier   | victoire  | Maroons de Montréal    | Montréal   | 1-0   | 7-7-2         | 16  |
| 17 | 5 janvier   | victoire  | Pirates de Pittsburgh  | Boston     | 3-2   | 8-7-2         | 18  |
| 18 | 8 janvier   | victoire  | Maple Leafs de Toronto | Boston     | 5-2   | 9-7-2         | 20  |
| 19 | 10 janvier  | victoire  | Canadiens de Montréal  | Montréal   | 4-2   | 10-7-2        | 22  |
| 20 | 12 janvier  | victoire  | Cougars de Détroit     | Boston     | 3-2   | 11-7-2        | 24  |
| 21 | 15 janvier  | victoire  | Rangers de New York    | Boston     | 4-1   | 12-7-2        | 26  |
| 22 | 17 janvier  | match nul | Cougars de Détroit     | Détroit    | 1-1   | 12-7-3        | 27  |
| 23 | 20 janvier  | victoire  | Black Hawks de Chicago | Chicago    | 2-0   | 13-7-3        | 29  |
| 24 | 22 janvier  | match nul | Canadiens de Montréal  | Boston     | 0-0   | 13-7-4        | 30  |
| 25 | 27 janvier  | victoire  | Rangers de New York    | New York   | 2-1   | 14-7-4        | 32  |
| 26 | 29 janvier  | victoire  | Black Hawks de Chicago | Boston     | 4-1   | 15-7-4        | 34  |
| 27 | 31 janvier  | victoire  | Maple Leafs de Toronto | Toronto    | 3-1   | 16-7-4        | 36  |
| 28 | 2 février   | défaite   | Maple Leafs de Toronto | Boston     | 0-3   | 16-8-4        | 36  |
| 29 | 5 février   | défaite   | Americans de New York  | Boston     | 0-1   | 16-9-4        | 36  |
| 30 | 9 février   | défaite   | Maroons de Montréal    | Montréal   | 0-1   | 16-10-4       | 36  |
| 31 | 12 février  | victoire  | Cougars de Détroit     | Boston     | 1-0   | 17-10-4       | 38  |
| 32 | 14 février  | défaite   | Pirates de Pittsburgh  | Pittsburgh | 0-2   | 17-11-4       | 38  |
| 33 | 16 février  | victoire  | Black Hawks de Chicago | Chicago    | 3-0   | 18-11-4       | 40  |
| 34 | 19 février  | victoire  | Pirates de Pittsburgh  | Boston     | 1-0   | 19-11-4       | 42  |
| 35 | 24 février  | match nul | Americans de New York  | New York   | 2-2   | 19-11-5       | 43  |
| 36 | 26 février  | victoire  | Maroons de Montréal    | Boston     | 1-0   | 20-11-5       | 45  |
| 37 | 28 février  | victoire  | Sénateurs d'Ottawa     | Ottawa     | 4-0   | 21-11-5       | 47  |
| 38 | 2 mars      | défaite   | Canadiens de Montréal  | Montréal   | 0-3   | 21-12-5       | 47  |
| 39 | 5 mars      | victoire  | Rangers de New York    | New York   | 2-1   | 22-11-5       | 49  |
| 40 | 9 mars      | défaite   | Sénateurs d'Ottawa     | Boston     | 1-2   | 22-13-5       | 49  |
| 41 | 10 mars     | victoire  | Rangers de New York    | New York   | 3-2   | 23-13-5       | 51  |
| 42 | 12 mars     | victoire  | Black Hawks de Chicago | Boston     | 11-1  | 24-13-5       | 53  |
| 43 | 14 mars     | victoire  | Cougars de Détroit     | Détroit    | 5-1   | 25-13-5       | 55  |
| 44 | 16 mars     | victoire  | Pirates de Pittsburgh  | Pittsburgh | 3-1   | 26-13-5       | 57  |

### Classement des joueurs
| Joueur              | Poste  | PJ | B  | A | Pts | Pun | Commentaire                                        |
| ------------------- | ------ | -- | -- | - | --- | --- | -------------------------------------------------- |
| Harry Oliver        | AD     | 43 | 17 | 6 | 23  | 24  |                                                    |
| Dutch Gainor        | C      | 39 | 14 | 5 | 19  | 30  |                                                    |
| Eddie Shore         | D      | 39 | 12 | 7 | 19  | 96  |                                                    |
| Cooney Weiland      | C      | 40 | 11 | 7 | 18  | 16  |                                                    |
| Dit Clapper         | D      | 40 | 9  | 2 | 11  | 48  |                                                    |
| Mickey MacKay       | C      | 30 | 8  | 2 | 10  | 18  | Commence la saison avec les Pirates de Pittsburgh  |
| George Owen         | D      | 26 | 5  | 4 | 9   | 48  |                                                    |
| Bill Carson         | C      | 19 | 4  | 2 | 6   | 10  | Commence la saison avec les Maple Leafs de Toronto |
| Frank Fredrickson   | C      | 12 | 3  | 1 | 4   | 24  | Termine la saison avec les Pirates de Pittsburgh   |
| Percy Galbraith     | AG     | 38 | 2  | 1 | 3   | 44  |                                                    |
| Cy Denneny          | AG     | 23 | 1  | 2 | 3   | 2   |                                                    |
| Myles Lane          | D      | 5  | 1  | 0 | 1   | 2   | Termine la saison avec les Rangers de New York     |
| Deed Klein (en)     | AD     | 14 | 1  | 0 | 1   | 5   |                                                    |
| Lionel Hitchman     | D      | 37 | 1  | 0 | 1   | 64  | Capitaine                                          |
| Eric Pettinger (en) | C / AG | 17 | 0  | 0 | 0   | 17  | Termine la saison avec les Maple Leafs deToronto   |
| Eddie Rodden (en)   | C      | 20 | 0  | 0 | 0   | 10  |                                                    |
| Red Green           | AG     | 25 | 0  | 0 | 0   | 16  |                                                    |

| Joueur        | PJ | V  | D  | N | Min   | Bc | Bl | Moy  |
| ------------- | -- | -- | -- | - | ----- | -- | -- | ---- |
| Tiny Thompson | 44 | 26 | 13 | 5 | 2 710 | 52 | 12 | 1,15 |

## Séries éliminatoires
Les premiers de chaque division sont directement qualifiés pour la demi-finale de la Coupe Stanley alors que les équipes finissant deuxième et troisième d'une division doivent affronter les équipes de l'autre division classée à la même position. Le premier tour se joue au nombre de buts inscrits sur deux matchs alors que les demi-finales de la Coupe se jouent soit au meilleur des cinq matchs pour les champions de division et au meilleur des trois matchs pour l'autre demi-finale.
Pour la demi-finale, les Bruins sont opposés aux Canadiens de Montréal vainqueurs de la division canadienne, eux aussi qualifiés directement. Les deux premiers matchs sont joués à Boston le 19 et le 21 mars ; les deux rencontres s'achèvent sur le même score de 1-0 en faveur des Bruins grâce à deux blanchissages de Thompson. Le 3e match, joué le 23 mars à Montréal se conclut lui aussi par une victoire des Bruins, 3-2 cette fois-ci, ce qui permet à Boston d'accéder à la deuxième finale de coupe Stanley de son histoire après celle perdue deux ans auparavant face aux Sénateurs d'Ottawa.
En finale, ils retrouvent leurs rivaux de la division américaine et champions en titre, les Rangers de New York. C'est la première fois de l'histoire de la Ligue nationale de hockey qu'une finale se dispute sans équipe canadienne. Le premier match est joué le 28 mars à Boston devant près de 18 000 spectateurs ; Dit Clapper et Dutch Gainor marquent chacun un but lors de la deuxième période alors que Tiny Thompson réalise son 3e blanchissage en 4 matchs et les Bruins gagnent le match 2-0. La deuxième rencontre, jouée au Madison Square Garden à New York, voit les deux équipes à égalité 1-1 après deux périodes, le but des Bruins ayant été inscrit par Harry Oliver ; moins de deux minutes avant la fin de la troisième période, Bill Carson marque le 2e but de Boston qui donne la victoire et la première coupe Stanley de l'histoire des Bruins.

### Arbre de qualification
|  | Quarts de finale       | Quarts de finale       | Quarts de finale       | Quarts de finale       |                     |                     | Demi-finales      | Demi-finales      | Demi-finales      | Demi-finales      |  |  | Finale        | Finale        | Finale        | Finale        |
|  |                        |                        |                        |                        |                     |                     |                   |                   |                   |                   |  |  |               |               |               |               |
|  |                        |                        |                        |                        |                     |                     | 19, 21 et 23 mars | 19, 21 et 23 mars | 19, 21 et 23 mars | 19, 21 et 23 mars |  |  | 28 et 29 mars | 28 et 29 mars | 28 et 29 mars | 28 et 29 mars |
|  |                        |                        |                        |                        |                     |                     | 19, 21 et 23 mars | 19, 21 et 23 mars | 19, 21 et 23 mars | 19, 21 et 23 mars |  |  | 28 et 29 mars | 28 et 29 mars | 28 et 29 mars | 28 et 29 mars |
|  |                        |                        |                        |                        |                     |                     | 19, 21 et 23 mars | 19, 21 et 23 mars | 19, 21 et 23 mars | 19, 21 et 23 mars |  |  | 28 et 29 mars | 28 et 29 mars | 28 et 29 mars | 28 et 29 mars |
|  |                        |                        |                        |                        |                     |                     | 19, 21 et 23 mars | 19, 21 et 23 mars | 19, 21 et 23 mars | 19, 21 et 23 mars |  |  | 28 et 29 mars | 28 et 29 mars | 28 et 29 mars | 28 et 29 mars |
|  |                        |                        |                        |                        |                     |                     | 19, 21 et 23 mars | 19, 21 et 23 mars | 19, 21 et 23 mars | 19, 21 et 23 mars |  |  | 28 et 29 mars | 28 et 29 mars | 28 et 29 mars | 28 et 29 mars |
|  | Canadiens de Montréal  | Canadiens de Montréal  | 0                      | 0                      |                     |                     |                   |                   |                   |                   |  |  | 28 et 29 mars | 28 et 29 mars | 28 et 29 mars | 28 et 29 mars |
|  | Canadiens de Montréal  | Canadiens de Montréal  | 0                      | 0                      |                     |                     |                   |                   |                   |                   |  |  | 28 et 29 mars | 28 et 29 mars | 28 et 29 mars | 28 et 29 mars |
|  |                        |                        | Bruins de Boston       | Bruins de Boston       | 3                   | 3                   |                   |                   |                   |                   |  |  | 28 et 29 mars | 28 et 29 mars | 28 et 29 mars | 28 et 29 mars |
|  |                        |                        |                        |                        | 3                   | 3                   |                   |                   |                   |                   |  |  | 28 et 29 mars | 28 et 29 mars | 28 et 29 mars | 28 et 29 mars |
|  |                        | 24 et 26 mars          |                        |                        |                     |                     |                   |                   |                   |                   |  |  | 28 et 29 mars | 28 et 29 mars | 28 et 29 mars | 28 et 29 mars |
|  |                        |                        |                        |                        |                     |                     |                   |                   |                   |                   |  |  | 28 et 29 mars | 28 et 29 mars | 28 et 29 mars | 28 et 29 mars |
|  | Bruins de Boston       | Bruins de Boston       | 2                      | 2                      |                     |                     |                   |                   |                   |                   |  |  |               |               |               |               |
|  | Bruins de Boston       | Bruins de Boston       | 2                      | 2                      | 19 et 21 mars       |                     |                   |                   |                   |                   |  |  |               |               |               |               |
|  |                        |                        | Rangers de New York    | Rangers de New York    | 0                   | 0                   |                   |                   |                   |                   |  |  |               |               |               |               |
|  | Americans de New York  | Americans de New York  | Rangers de New York    | Rangers de New York    | 0                   | 0                   | 0                 | 0                 |                   |                   |  |  |               |               |               |               |
|  | Americans de New York  | Americans de New York  |                        |                        |                     |                     |                   |                   |                   |                   |  |  |               |               |               |               |
|  | Rangers de New York    | Rangers de New York    | 1                      | 1                      |                     |                     |                   |                   |                   |                   |  |  |               |               |               |               |
|  | Rangers de New York    | Rangers de New York    | 1                      | 1                      | Rangers de New York | Rangers de New York | 2                 | 2                 |                   |                   |  |  |               |               |               |               |
|  | 19 et 21 mars          |                        |                        |                        | Rangers de New York | Rangers de New York | 2                 | 2                 |                   |                   |  |  |               |               |               |               |
|  |                        |                        | Maple Leafs de Toronto | Maple Leafs de Toronto | 0                   | 0                   |                   |                   |                   |                   |  |  |               |               |               |               |
|  | Maple Leafs de Toronto | Maple Leafs de Toronto | Maple Leafs de Toronto | Maple Leafs de Toronto | 0                   | 0                   | 7                 | 7                 |                   |                   |  |  |               |               |               |               |
|  | Maple Leafs de Toronto | Maple Leafs de Toronto |                        |                        |                     |                     |                   | 7                 |                   |                   |  |  |               |               |               |               |
|  | Cougars de Détroit     | Cougars de Détroit     | 2                      | 2                      |                     |                     |                   |                   |                   |                   |  |  |               |               |               |               |
|  | Cougars de Détroit     | Cougars de Détroit     | 2                      | 2                      |                     |                     |                   |                   |                   |                   |  |  |               |               |               |               |
|  |                        |                        |                        |                        |                     |                     |                   |                   |                   |                   |  |  |               |               |               |               |

### Classement des joueurs
| Joueur          | Poste  | PJ | B | A | Pts | Pun |
| --------------- | ------ | -- | - | - | --- | --- |
| Bill Carson     | C      | 5  | 2 | 0 | 2   | 8   |
| Dutch Gainor    | C      | 5  | 2 | 0 | 2   | 4   |
| Cooney Weiland  | C      | 5  | 2 | 0 | 2   | 2   |
| Harry Oliver    | AD     | 5  | 1 | 1 | 2   | 8   |
| Eddie Shore     | D      | 5  | 1 | 1 | 2   | 28  |
| Dit Clapper     | AD / D | 5  | 1 | 0 | 1   | 0   |
| Lionel Hitchman | D      | 5  | 0 | 1 | 1   | 22  |
| Cy Denneny      | AG     | 2  | 0 | 0 | 0   | 0   |
| Percy Galbraith | AG / D | 5  | 0 | 0 | 0   | 2   |
| Red Green       | AG     | 1  | 0 | 0 | 0   | 0   |
| Myles Lane      | D      | 5  | 0 | 0 | 0   | 0   |
| Mickey MacKay   | C      | 3  | 0 | 0 | 0   | 2   |
| George Owen     | D      | 5  | 0 | 0 | 0   | 0   |

| Joueur        | PJ | V | D | N | Min | Bc | Bl | Moy |
| ------------- | -- | - | - | - | --- | -- | -- | --- |
| Tiny Thompson | 5  | 5 | 0 | 0 | 300 | 3  | 2  | 0,6 |